# FC U Craiova 1948
FC U Craiova 1948 (celým názvem: Fotbal Club U Craiova 1948) je rumunský fotbalový klub, který sídlí v Craiově v župě Dolj. Od sezóny 2018/19 hraje v Lize III, rumunské třetí nejvyšší fotbalové soutěži. Klubové barvy jsou modrá a bílá.
Historie klubu se začala psát v roce 1991 po oddělení fotbalového oddílu CS Universitatea Craiova pod nově založenou organizaci s názvem FC Universitatea Craiova. V tehdejší době byly výsledky starého oddílu neoficiálně považovány za součást toho nového. V sezóně 1992/93 zvítězil klub v rumunském národním poháru, což je do dnešní doby jeho největším úspěchem na domácí scéně. V roce 2011 došlo v organizaci k velkým finančním problémům, které vyvrcholily jeho vyloučením z rumunského svazu. Až do roku 2013 nevyvíjelo FC U. žádnou činnost v rumunských soutěžích. V témže roce byl znovuobnoven pod názvem FC U Craiova. Ve sportovním klubu CS Universitatea došlo též k znovuobnovení jeho zaniklého fotbalového oddílu, který se hned začal hlásit k historii z let 1948–1991. Oba kluby byly pro sezónu 2013/14 přihlášeny do téže soutěže, Lize II. Zatímco pro CS Universitatea znamenal konec zmiňované sezóny postup do nejvyšší soutěže, pro FC U znamenal konec sezóny bankrot a následný zánik.
Ke druhému obnovení došlo v roce 2017, kdy podnikatel Adrian Mititelu založil novou organizaci pod názvem FC U Craiova 1948. V listopadu téže roku pak bylo definitivně rozhodnuto o tom, že nároky na výsledky z let 1948–1991 patří pouze klubu CS Universitatea. Klub FC U 1948 ovšem i přes tohle rozhodnutí považuje tytéž úspěchy nadále za své.
Své domácí zápasy odehrává v Drobetě-Turnu Severin na tamějším městském stadionu s kapacitou 24 000 diváků.

## Historické názvy
- 1991 – FC Universitatea Craiova (Fotbal Club Universitatea Craiova)
- 2012 – zánik
- 2013 – obnovena činnost pod názvem FC U Craiova (Fotbal Club Universitatea Craiova)
- 2014 – zánik
- 2017 – obnovena činnost pod názvem FC U Craiova 1948 (U Craiova 1948)

## Získané trofeje
- Cupa României ( 1× )
  - 1992/93

## Umístění v jednotlivých sezonách
Stručný přehled
Zdroj:
- 1992–2005: Divizia A
- 2005–2006: Divizia B – Seria II
- 2006–2011: Liga I
- 2011–2013: bez soutěže
- 2013–2014: Liga II – Seria II
- 2014–2017: bez soutěže
- 2017–2018: Liga IV-a Dolj
- 2018– : Liga III – Seria III

Jednotlivé ročníky
Zdroj:
Legenda: ZČ - základní část, červené podbarvení - sestup, zelené podbarvení - postup, fialové podbarvení - reorganizace, změna skupiny či soutěže
| Rumunsko (1992 – )                                |                      |           |           |                                       |                       |
| Sezóny                                            | Soutěž               | Úroveň    | ZČ        | Play-off, nadstavba, sk. o udržení... | Poznámky              |
| 1992/93                                           | Divizia A            | 1. úroveň | 3. místo  |                                       |                       |
| 1993/94                                           | Divizia A            | 1. úroveň | 2. místo  |                                       |                       |
| 1994/95                                           | Divizia A            | 1. úroveň | 2. místo  |                                       |                       |
| 1995/96                                           | Divizia A            | 1. úroveň | 4. místo  |                                       |                       |
| 1996/97                                           | Divizia A            | 1. úroveň | 11. místo |                                       |                       |
| 1997/98                                           | Divizia A            | 1. úroveň | 8. místo  |                                       |                       |
| 1998/99                                           | Divizia A            | 1. úroveň | 13. místo |                                       |                       |
| 1999/00                                           | Divizia A            | 1. úroveň | 13. místo |                                       |                       |
| 2000/01                                           | Divizia A            | 1. úroveň | 8. místo  |                                       |                       |
| 2001/02                                           | Divizia A            | 1. úroveň | 7. místo  |                                       |                       |
| 2002/03                                           | Divizia A            | 1. úroveň | 7. místo  |                                       |                       |
| 2003/04                                           | Divizia A            | 1. úroveň | 4. místo  |                                       |                       |
| 2004/05                                           | Divizia A            | 1. úroveň | 16. místo |                                       | Sestup                |
| 2005/06                                           | Divizia B – Seria II | 2. úroveň | 1. místo  |                                       | Postup                |
| 2006/07                                           | Liga I               | 1. úroveň | 9. místo  |                                       |                       |
| 2007/08                                           | Liga I               | 1. úroveň | 9. místo  |                                       |                       |
| 2008/09                                           | Liga I               | 1. úroveň | 7. místo  |                                       |                       |
| 2009/10                                           | Liga I               | 1. úroveň | 13. místo |                                       |                       |
| 2010/11                                           | Liga I               | 1. úroveň | 15. místo |                                       | Sestup                |
| Klub v letech 2011–2013 nevyvíjel žádnou činnost. |                      |           |           |                                       |                       |
| 2013/14                                           | Liga II – Seria II   | 2. úroveň | 11. místo | Skupina o udržení II (6. místo)       | Odstoupení ze soutěže |
| Klub v letech 2014–2017 nevyvíjel žádnou činnost. |                      |           |           |                                       |                       |
| 2017/18                                           | Liga IV-a Dolj       | 4. úroveň | 1. místo  | Baráž o postup, Region 5 (výhra)      | Postup                |
| 2018/19                                           | Liga III – Seria III | 3. úroveň |           |                                       |                       |

## Účast v evropských pohárech
| Ročník  | Soutěž              | Kolo               | Klub                   | Doma | Venku | Celkem         |
| ------- | ------------------- | ------------------ | ---------------------- | ---- | ----- | -------------- |
| 1992/93 | Pohár UEFA          | 1. kolo            | SK Sigma Olomouc       | 1:2  | 0:1   | 1:3            |
| 1993/94 | Pohár vítězů pohárů | 1. kolo            | Havnar Bóltfelag       | 4:0  | 3:0   | 7:0            |
| 1993/94 | Pohár vítězů pohárů | 2. kolo            | Paris Saint-Germain FC | 0:2  | 0:4   | 0:6            |
| 1994/95 | Pohár UEFA          | Předkolo           | FC Dinamo Tbilisi      | 1:2  | 0:2   | 1:4            |
| 1995/96 | Pohár UEFA          | Předkolo           | FK Dinamo Minsk        | 0:0  | 0:0   | 0:0 (1:3 pen.) |
| 1996    | Pohár Intertoto     | Základní skupina 9 | Daugava Riga           | 3:0  |       | 2. místo       |
| 1996    | Pohár Intertoto     | Základní skupina 9 | Karlsruher SC          |      | 0:1   | 2. místo       |
| 1996    | Pohár Intertoto     | Základní skupina 9 | FC Spartak Trnava      | 2:1  |       | 2. místo       |
| 1996    | Pohár Intertoto     | Základní skupina 9 | FK Čukarički           |      | 2:1   | 2. místo       |
| 2000/01 | Pohár UEFA          | Předkolo           | FK Pobeda Prilep       | 1:1  | 0:1   | 1:2            |
| 2001    | Pohár Intertoto     | 1. kolo            | KF Bylis Ballsh        | 3:3  | 1:0   | 4:3            |
| 2001    | Pohár Intertoto     | 2. kolo            | 1. FC Synot            | 2:2  | 2:3   | 4:5            |